# Ołena Krawaćka
Ołena Witalijiwna Krawaćka (ukr. Олена Віталіївна Кравацька, ur. 22 czerwca 1992 w Czerniowcach) – ukraińska szablistka, srebrna medalistka olimpijska i dwukrotna medalistka mistrzostw świata.
Walczy prawą ręką, treningi rozpoczęła w wieku ośmiu lat. Podczas igrzysk olimpijskich w Rio de Janeiro w 2016 roku reprezentacja Ukrainy w składzie: Olha Charłan, Alina Komaszczuk, Ołena Krawaćka i Ołena Woronina wywalczyła srebrny medal drużynowo. W rywalizacji indywidualnej zajęła 26. pozycję.
Na mistrzostwach świata w Moskwie w 2015 roku wywalczyła srebrny medal w zawodach drużynowych. W tej samej konkurencji Ukrainki z Krawaćką w składzie zdobyły brązowy medal podczas mistrzostw świata w Kazaniu w 2014 roku. Brązowe medale drużynowo zdobywała również na mistrzostwach Europy w Montreux (2015) i mistrzostwach Europy w Antalyi (2022).
Zdobyła również złoty medal w zawodach drużynowych na igrzyskach europejskich w Baku w 2015 roku.

## Odznaczenia
- Order Księżnej Olgi II klasy (2024)[4]